# Мала Смілянка
Мала́ Смілянка — село в Україні, у Черкаському районі Черкаської області, у складі Тернівської сільської громади. У селі мешкає 872 людей.
Справжньою окрасою села та місцем, яке користується великим попитом серед туристів, є покинутий і наповнений джерельною водою кар'єр. Вода в ньому чиста та прозора, з голубуватим відтінком, що дуже нагадує море.

## Галерея

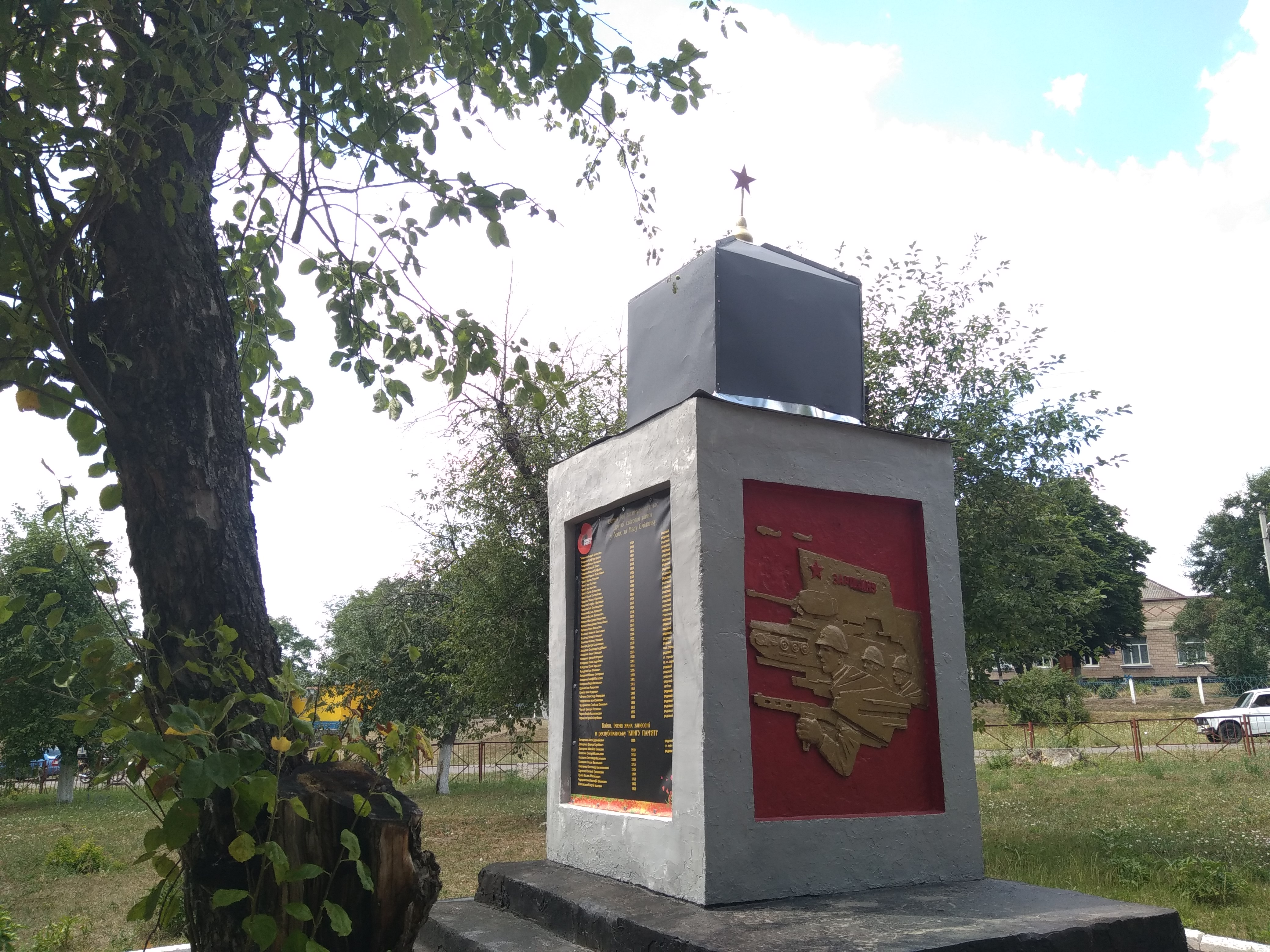
Пам'ятник воїнам-односельцям
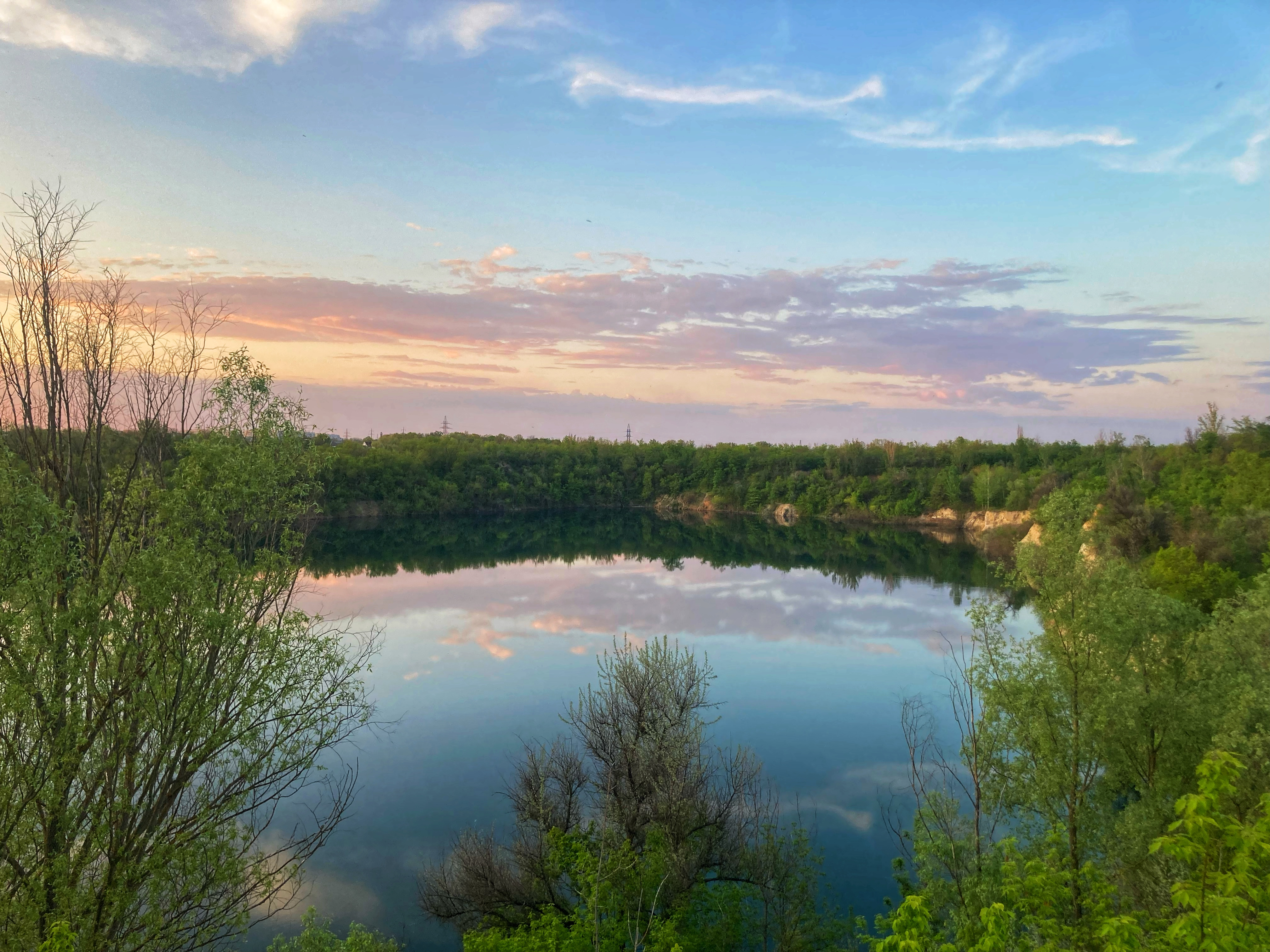
Затоплений кар'єр